# Roger Ranoux
Roger Ranoux (* 26. Oktober 1921 in Terrasson-Lavilledieu in der Dordogne; † 9. Juli 2015 in Saint-Astier) war ein französischer Politiker.
Während des Zweiten Weltkriegs nahm er als Kommunist unter dem Namen Herkules am Widerstand teil und wurde Abteilungsleiter der französischen Streitkräfte des Innern in der Dordogne. Er war von 1965 bis 1995 Bürgermeister von Montrem.
Von 1947 bis 1952 war er Sekretär der Kommunistischen Partei Frankreichs in der Dordogne. Bei den Parlamentswahlen im Januar 1956, den letzten Wahlen der vierten Republik, wurde er zum Abgeordneten in die Nationalversammlung gewählt und blieb bis zu der folgenden Parlamentswahl in Frankreich 1958 im Parlament. Spätere Kandidaturen blieben erfolglos.
2002 wurde er zum Offizier der Ehrenlegion ernannt.